# Femme fatale
 For alternative betydninger, se Femme fatale (flertydig). (Se også artikler, som begynder med Femme fatale)
Femme fatale er fransk og betyder 'skæbnesvanger kvinde'. Begrebet opstod med film noir-genren i efterkrigstiden. En femme fatale er karakteriseret ved at bruge sex som våben og vej til at opnå, hvad hun vil have – gerninger som for det meste er af den kriminelle slags. I en mørk og kynisk verden charmerer og forfører hun mænd ved hjælp af sin uimodståelighed. En femme fatales vigtigste kendetegn er sexet tøj (kjoler som afslører så meget hud som muligt), højhælede sko, rød læbestift, en dejlig duft og kvindens rå, seksuelle udstråling. 
Film som "Kvinden uden samvittighed" og "Postbudet ringer altid to gange" indeholder typiske eksempler på disse kvinder, men også figurer i David Lynchs film har tendenser, eksempelvis Audrey i "Twin Peaks" og Dorothy Vallens i "Blue Velvet".
Titlen "Femme fatale" er flere gange anvendt som titel på film og musikalbum.